# Raúl Morodo Leoncio
Raúl Morodo Leoncio (ur. 9 stycznia 1935 w Ferrol) – hiszpański polityk, prawnik i dyplomata, poseł do Kongresu Deputowanych, od 1987 do 1994 poseł do Parlamentu Europejskiego II i III kadencji, ambasador Hiszpanii w Portugalii i Wenezueli.

## Życiorys
W 1958 ukończył prawo na Uniwersytecie w Salamance, później obronił doktorat na tej uczelni. Między 1976 a 2005 wykładał prawo konstytucyjne i ustrojowe na różnych uczelniach: Uniwersytecie w Oviedo, Uniwersytecie w Alcalá de Henares, UNED oraz Uniwersytecie Complutense w Madrycie. W latach 1980–1983 pozostawał rektorem Universitat Internacional Menéndez Pelayo w Santander. W okresie frankistowskim poddawany represjom politycznym.
Należał do założycieli Partido Socialista Popular (1977–1979, do 1978 będąc jej sekretarzem), a następnie działał w Centrum Demokratycznym i Społecznym (1982–1993). W kadencji 1977–1979 zasiadał w Kongresie Deputowanych z okręgu Madryt (w ramach listy koalicyjnej). Między 1983 a 1985 kierował stałym przedstawicielstwem Hiszpanii przy UNESCO. W 1987 i 1989 wybierany posłem do Parlamentu Europejskiego. Należał do technicznej frakcji niezrzeszonych (1987) oraz frakcji liberalno-demokratycznej (1989–1994). Został członkiem m.in. Komisji ds. Kwestii Politycznych oraz Komisji ds. Kwestii Prawnych i Praw Obywatelskich.
Od 1989 do 1991 był wiceprzewodniczącym Międzynarodówki Liberalnej i Progresywnej. W 1991 bez powodzenia ubiegał się o fotel przywódcy CDS, przegrywając z Rafaelem Calvo Ortegą. Później wycofał się z polityki i zajął się działalnością dyplomatyczną. Pełnił funkcję ambasadora Hiszpanii w Portugalii (1995–1999) oraz Wenezueli (2004–2007, akredytowany też w Gujanie). W 2013 powołany w skład Królewskiej Akademii Nauk Moralnych i Politycznych. Opublikował liczne książki dotyczące transformacji ustrojowej Hiszpanii i prawa, a także publikacje wspomnieniowe.

## Życie prywatne
Żonaty, ma syna (w 2019 aresztowanego pod zarzutem prania brudnych pieniędzy).